# Seututie 892
La route régionale 892 (finnois : Seututie 892) est une route régionale allant de Kytömäki à Hyrynsalmi jusqu'à Ämmänsaari à  Suomussalmi en Finlande,,.

## Présentation
La seututie 892 est une route régionale de Kainuu.
Elle bifurque de la route régionale 891 à Kytömäki dans la municipalité d'Hyrynsalmi. 
Ensuite, elle passe sous la ligne Kontiomäki–Ämmänsaari puis se termine en rejoignant la valtatie 5 à Ämmänsaari dans la commune de Suomussalmi après un parcours de 34 kilomètres.